# Raja Chari
Raja Jon Vurputoor Chari (Milwaukee, 24 de junho de 1977) é um Piloto de teste americano e astronauta da NASA da turma de 2017. Ele é graduado da Academia da Força Aérea dos Estados Unidos, MIT e da Escola de Piloto de Teste Naval dos Estados Unidos. Tem mais de 2,000 horas de voo.

## Juventude e educação
Chari nasceu no dia 24 de junho de 1977 em Milwaukee, filho de Sreenivas Chari e Peggy Egbert. Ele foi criado em Cedar Falls e atendeu a Columbus High School. Em 1999 ele graduou-se da Academia da Força Aérea Americana com um Bacharelado em Engenharia Aeronáutica e Engenharia Científica, com uma parte em Matemática. Ele recebeu uma bolsa no Charles Stark Draper Laboratory no Instituto de Tecnologia de Massachusetts, onde ele estudou rendezvous orbitais automáticos e conseguiu um Mestrado em Astronáutica e Aeronáutica.

## Carreira na Força Aérea
Depois de completar seu mestrado, Chari atendeu o Undergraduate Pilot Training na Base da Força Aérea de Vance. Ele realizou o treinamento do F-15E na Base da Força Aérea de Seymour Johnson e foi subsequentemente estacionado nas Bases da Força Aérea de Elmendorf e RAF Lakenheath e foi enviado em apoio da Operação Liberdade do Iraque. Chari atendeu a Escola de Pilotos de Teste Navais dos EUA e foi selecionado como piloto de teste na Eglin Air Force Base. Ele serviu como piloto para os programas do F-15C Eagle APG-68v3 e F-15E Strike Eagle APG-82 ao incorporar os radares de varredura eletrônica ativa. Chari atendeu o Comando da Força Aérea e o General Staff College, e serviu como oficial de segmentação sensível ao tempo do CENTCOM. A última atribuição de Chari antes de sua seleção foi o comando do 461st Flight Test Squadron.

## Carreira na NASA
Em junho de 2017, Chari foi selecionado para o Grupo 22 de Astronautas da Nasa e apresentou-se para o dever em agosto onde começou seus dois anos de treino como um astronauta.

## Vida pessoal
Chari e sua esposa Holly tem três filhos.

## Prêmios e honrarias
Durante sua carreira na Força Aérea, Chari foi premiado com a Defense Meritorious Service Medal, a Meritorious Service Medal, a Aerial Achievement Medal, a Air Force Commendation Medal, a Air Force Achievement Medal, a Iraq Campaign Medal, a Korean Defense Service Medal e a Nuclear Deterrence Operations Service Medal. Chari é um Escoteiro e foi um graduado distinto da Academia da Força Aérea Americana e Undergraduate Pilot Training.